# Валпарејсо (Небраска)
Валпарејсо (енгл. Valparaiso) град је у америчкој савезној држави Небраска.

## Демографија
По попису из 2010. године број становника је 570, што је 7 (1,2%) становника више него 2000. године.
| Група             | 2000.       | 2010.       |
| Белци             | 555 (98,6%) | 552 (96,8%) |
| Афроамериканци    | 0 (0,0%)    | 0 (0,0%)    |
| Азијати           | 1 (0,2%)    | 2 (0,4%)    |
| Хиспаноамериканци | 6 (1,1%)    | 7 (1,2%)    |
| Укупно            | 563         | 570         |